# Трансильванский филармонический оркестр
Трансильванский филармонический оркестр (рум. Filarmonica de Stat Transilvania din Cluj) — румынский симфонический оркестр, созданный в 1955 году и базирующийся в городе Клуж-Напока.
Перед Второй мировой войной в городе Клуж действовали три оркестра: оркестр Румынской оперы, оркестр Венгерского театра и относившийся к еврейской общине Оркестр Гольдмарка. В связи с резкими переменами в национальном составe Трансильвании после войны культурную жизнь пришлось выстраивать заново, и оркестр был воссоздан только в 1955 году под наблюдением бывшего руководителя Оркестра Гольдмарка Вильгельма Демьяна; первый концерт состоялся 1 декабря, первым руководителем оркестра стал Антонин Чолан, возглавлявший его до 1970 года.
В 1965 г. оркестр учредил в Клуже фестиваль «Клужская музыкальная осень», в 1966 г. возник партнёрский коллектив — камерный оркестр под руководством Мирчи Кристеску, в 1972 г. был учреждён филармонический хор. В 1964 г. оркестр совершил гастрольное турне по Югославии, в 1966 г. выступил в СССР, в 1970 г. в Италии. В последующей гастрольной истории коллектива выделяются выступление на Люцернском фестивале в 1981 году с оперой Джордже Энеску «Эдип» (к столетию композитора) и участие в 2001 г. в торжествах по случаю открытия обновлённого Всемирного центра бахаи в Хайфе.
В дискографии оркестра представлены, в частности, дважды записанные (под руководством разных дирижёров) все симфонии Иоганнеса Брамса, «Времена года» Антонио Вивальди (солист Штефан Руха, прежде первая скрипка оркестра), все симфонии Антона Брукнера.
Во главе коллектива стояли в разные годы Сигизмунд Тодуцэ (1971—1974) и Эмил Симон (1988—2000). С 2005 года главным дирижёром оркестра является Николае Молдовяну.